# Scrub Me Mama with a Boogie Beat
"Scrub Me Mama with a Boogie Beat" é uma canção popular de Boogie-Woogie de 1941, escrita por Don Raye. Uma música obscena e jazzística, a música descreve uma lavadeira de Harlem, Nova York, Estados Unidos, cuja técnica é tão incomum que as pessoas vêm de todos os lugares apenas para vê-la esfregar. The Andrews Sisters e Will Bradley & His Orchestra gravaram as versões pop de maior sucesso da música, mas hoje é mais reconhecida como peça central de um desenho animado homônimo de Walter Lantz Studio, de 1941.

## Curta de animação

### Produção
A versão curta, lançada em 28 de março de 1941 pela Universal Pictures, não possui créditos de diretor (embora o criador de Woody Woodpecker, Walter Lantz, afirme ter dirigido o desenho), com uma história de Ben Hardaway, animação de Alex Lovy e Frank Tipper, e trabalho de dublagem de Mel Blanc e Nellie Lutcher. O curta aborda aspectos como estereótipos da cultura afro-americana e da vida no rural sul dos Estados Unidos, além de utilizar nos personagens recursos como blackface.
O curta "Scrub Me Mama" está hoje em domínio público. Suas cenas são apresentadas no filme satírico de Spike Lee, de 2000, sobre os estereótipos afro-americanos, Bamboozled. O cenário do filme, Lazy Town, não deve ser confundido com o programa de televisão infantil islandês de mesmo nome.

### Enredo
O curta se inicia com uma versão orquestral de Old Folks at Home, de Stephen Foster, estabelecendo imediatamente a cena no sul rural da minstrelsy e blackface . O cenário é Lazy Town, talvez o lugar mais preguiçoso do mundo. Nem os moradores da cidade (todos estereótipos de afro-americanos) nem os animais podem se incomodar em deixar suas posições reclináveis para fazer qualquer coisa. Seu estado de tranquilidade é interrompido pela chegada de um navio, trazendo consigo uma mulher esbelta, sofisticada e de pele clara do Harlem (que tem uma semelhança com Lena Horne), cuja beleza física inspira toda a proatividade da população negra de "Lazy Town".
A visitante adverte um dos moradores da cidade: "Ouça, Mammy. Não é assim que se lava roupas! O que todos vocês precisam é de ritmo!". Ela então começa a cantar "Scrub Me Mama with a Boogie Beat", fazendo os habitantes da cidade se juntarem a ela lentamente na performance. Assim começa uma montagem que é a peça central do curta. Os habitantes da cidade são contagiados pelo ritmo da música e passam a tocar instrumentos e dançar sugestivamente. Quando a jovem de pele clara do Harlem deve subir no barco e voltar para casa, ela conseguiu transformar uma cidade preguiçosa de pele escura em uma comunidade animada de músicos de swing simplesmente cantando. O desenho animado termina com a lavadeira Mammy inclinada, exibindo as palavras "The End" nas nádegas.

### Proibições
Este desenho animado foi retido na distribuição pela Universal desde 1949 devido ao seu retrato estereotipado negativo de afro-americanos. A decisão foi tomada depois que uma forte objeção foi levantada pela NAACP após a reemissão do curta em 1948. Todo o curta foi um choque para Lantz, que se orgulhava de evitar problemas com os censores. Ele afirmou repetidamente que seus desenhos nunca foram feitos para ofender ninguém. Após a decisão de 1948, Lantz fez um grande esforço para garantir que caricaturas ofensivas de qualquer grupo racial ou étnico nunca mais aparecessem em seus desenhos animados. Ele também garantiu pessoalmente que o Scrub Me Mama nunca fosse distribuído na televisão, embora fosse transmitido em vários países europeus como: Irlanda, França e Espanha.

## Galeria
- Um personagem do curta comendo melancia.
- Os moradores negros da cidade de Lazy Town estão animados com a chegada da desconhecida mulher de pele clara.

## Controvérsia
O curta foi relançado em 1948. Em 20 de outubro de 1948, a NAACP escreveu uma carta à Universal Studios. Ela se opôs à "caricatura viciosa da vida dos negros no sul". Eles acharam o curta uma chave para retratar os negros como preguiçosos e apenas animados pela música swing. Eles também se opunham às imagens de jovens dançarinas com pouca roupa. Eles pediram o fim da distribuição do filme e um melhor julgamento da Universal.
Em 29 de outubro de 1948, um representante da Universal escreveu à NAACP. Ele ressaltou que nenhum dos cinemas da empresa recebeu reclamações sobre o filme. Alguns dias depois, em 3 de novembro de 1948, Madison Jones, Jr., que representava a NAACP, encontrou-se com E.L. McEvoy, chefe de distribuição de vendas a descoberto da Universal, no escritório do estúdio em Nova York. McEvoy defendeu o humor racista do filme. Jones respondeu que a NAACP estava realizando uma campanha educacional contra esse tipo de humor.
McEvoy se ofereceu para deixar a NAACP entrar em contato com os escritórios da costa oeste da empresa, mas alertou que, em conseqüência da ação, "negros" seriam impedidos de conseguir trabalho no setor. Ele também afirmou que os membros da NAACP eram mais instruídos do que o público médio, que não se oporia a ver imagens racistas. Jones respondeu que esse era um motivo para evitar os filmes racistas, para que o público pudesse pensar que eles eram baseados em fatos.
McEvoy apontou que as caricaturas de negros, judeus, alemães e irlandeses costumavam ser o melhor entretenimento. Ele enfatizou que o idioma do escritório na Universal também incluía os termos "sheenie" e "kike" (ambos usados para judeus). Ele observou que o filme só havia sido relançado depois que o Walter Lantz Studio desligou temporariamente (e parou de produzir novos conteúdos)
Em 20 de novembro de 1948, o Los Angeles Tribune publicou um artigo sobre as queixas da NAACP. Em 3 de fevereiro de 1949, a Universal anunciou em um comunicado de imprensa que o estúdio estava retirando o filme, após o protesto. Um memorando datado de 19 de fevereiro de 1949 revelou que o Comitê Trabalhista Judaico havia cooperado com a NAACP para protestar contra o filme.